# البالوني
البالوني (بالإنجليزية:The Balloonatic) هو فيلم أمريكي كوميدي قصير صامت أنتج في سنة 1923 بطولة باستر كيتون وفيليس هاڤر وتأليف وإخراج كيتون وإدوارد إف كلاين.

## طاقم التمثيل
- باستر كيتون
- فيليس هاڤر
- باب لندن

## وصلات خارجية
- "Progressive Silent Film List: The Balloonatic". Silent Era. مؤرشف من الأصل في 2019-03-05. اطلع عليه بتاريخ 2008-02-26.
- البالوني على موقع IMDb (الإنجليزية)
- البالوني على موقع قاعدة بيانات الأفلام العربية
- البالوني على موقع ألو سيني (الفرنسية)
- البالوني على موقع أول موفي (الإنجليزية)
- البالوني على موقع قاعدة بيانات الأفلام السويدية (السويدية)
- البالوني على موقع قاعدة بيانات الفيلم (الإنجليزية)
- البالوني على موقع ليتربوكسد (الإنجليزية)
- البالوني على موقع كينوبويسك (الروسية)
- الفيلم القصير The Balloonatic متوفر للتحميل من موقع أرشيف الإنترنت [المزيد]